# Evangelischer Kirchbautag

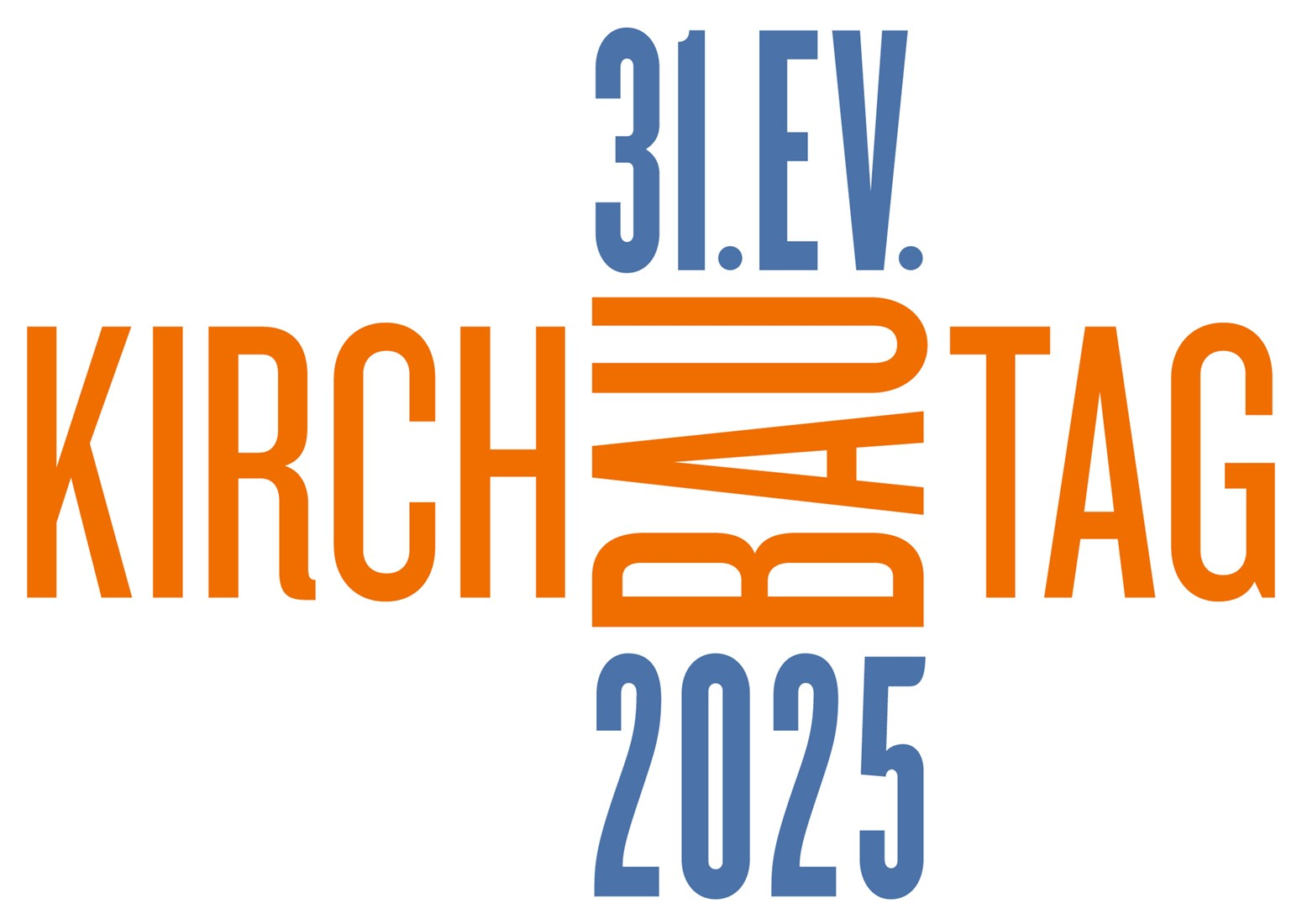

Der Evangelische Kirchbautag ist ein Arbeitsausschuss der evangelischen Kirchen in Deutschland. Er versteht sich als ein freier Zusammenschluss von Architekten, Theologen, bildenden Künstlern und anderen Persönlichkeiten, die sich für den evangelischen Kirchenbau engagieren. Inhaltlich geht es ebenso um die Bewahrung historisch wertvoller Kirchenbauten wie auch um die Weiterentwicklung des Kirchenbaus. Aus dem 19. Jahrhundert stammen das Dresdner Regulativ und das Eisenacher Regulativ als Vorschriftenkataloge.
Die erste Tagung kam 1946 auf Initiative von Gerhard Kunze zustande, auch Otto Bartning war beteiligt. Von 1947 bis 1949 fanden jährliche Tagungen statt; am Ende der vierten Tagung wurde der Kirchbautag offiziell gegründet und Oskar Söhngen zum ersten Vorsitzenden gewählt. Anfangs fanden jedes oder jeder zweite Jahr Tagungen statt, seit 1963 etwa im Dreijahresrhythmus. Die Vorträge werden in Büchern dokumentiert.
Organisatorisch war der Kirchbautag an die  Kirchenkanzlei der Evangelischen Kirche der Union (bzw. ab 2003 der Union Evangelischer Kirchen) angebunden. Seit 2007 wird er von der Evangelischen Kirche in Deutschland (EKD) betreut; Sitz war von 2007 bis 2021 das Institut für Kirchenbau und kirchliche Kunst der Gegenwart in Marburg. Seit 2022 ist das Kulturbüro der EKD für den Kirchbautag zuständig.
Der 31. Kirchbautag wird 2025 in Berlin stattfinden.

## Tagungen
- 1946: 1. Evangelischer Kirchbautag in Hannover[2]
- 1947: 2. Evangelischer Kirchbautag in Bielefeld
- 1948: 3. Evangelischer Kirchbautag in Berlin
- 1949: 4. Evangelischer Kirchbautag in Lübeck
- 1951: 5. Evangelischer Kirchbautag in Rummelsberg
- 1953: 6. Evangelischer Kirchbautag in Köln
- 1954: 7. Evangelischer Kirchbautag in Erfurt
- 1956: 8. Evangelischer Kirchbautag in Karlsruhe
- 1957: 9. Evangelischer Kirchbautag in Berlin, „Der Kirchenbau in der Stadt der Zukunft“
- 1959: 10. Evangelischer Kirchbautag in Stuttgart
- 1961: 11. Evangelischer Kirchbautag in Hamburg, „Kirchenbau und Ökumene“
- 1963: 12. Evangelischer Kirchbautag in Essen, „Kirchenbau in der Zivilisationslandschaft“
- 1966: 13. Evangelischer Kirchbautag in Hannover, „Tradition und Aufbruch im evangelischen Kirchenbau“
- 1969: 14. Evangelischer Kirchbautag in Darmstadt, „Bauen für die Gemeinde von morgen“
- 1973: 15. Evangelischer Kirchbautag in Dortmund, „Kirche und Stadt – eine Herausforderung“
- 1976: 16. Evangelischer Kirchbautag in Kassel, „Umgang mit Raum“
- 1979: 17. Evangelischer Kirchbautag in Lübeck, „Bauen mit Geschichte“
- 1983: 18. Evangelischer Kirchbautag in Nürnberg, „Bilder. Die reformatorischen Kirchen und das Bild“
- 1986: 19. Evangelischer Kirchbautag in Landau, „Kirche im ländlichen Raum – Maß und Wagnis“
- 1989: 20. Evangelischer Kirchbautag in Wolfenbüttel, „Evangelium und Kultur“
- 1993: 21. Evangelischer Kirchbautag in Köln, „Raum und Ritual“
- 1996: 22. Evangelischer Kirchbautag in Magdeburg und Herbst, „Denkmal Kirche? Erbe – Zeichen – Vision“
- 1999: 23. Evangelischer Kirchbautag in Hamburg, „Kirchliche Präsenz im öffentlichen Raum – Glaube und Architektur im 21. Jahrhundert“
- 2002: 24. Evangelischer Kirchbautag in Leipzig, „Sehnsucht nach heiligen Räumen – Messe in der Messe“
- 2005: 25. Evangelischer Kirchbautag in Stuttgart, „Glauben sichtbar machen. Herausforderungen für Kirche, Kunst und Kirchenbau“
- 2008: 26. Evangelischer Kirchbautag in Dortmund, „Transformationen – Übergänge gestalten“
- 2011: 28. Evangelischer Kirchbautag in Rostock, „Kirchenraum – Freiraum – Hoffnungsraum“
- 2014: 28. Evangelischer Kirchbautag in München, „Evangelisch präsent – Kirche gestalten für die Stadt“
- 2019: 29. Evangelischer Kirchbautag in Erfurt, „Aufgeschlossen – Kirche als öffentlicher Raum“
- 2022: 30. Evangelischer Kirchbautag in Köln, „Mut baut Zukunft“